# Stazione di Gioia Tauro (FC)
La stazione di Gioia Tauro è una stazione di testa, capolinea delle linee Gioia Tauro-Palmi-Sinopoli e Gioia Tauro-Cinquefrondi, situata nelle adiacenze della stazione ferroviaria omonima delle Ferrovie dello Stato, punto di interscambio con la ferrovia Tirrenica Meridionale; in atto il suo esercizio ferroviario è sospeso.

## Storia
L'apertura della stazione di Gioia Tauro delle ex Ferrovie Calabro Lucane, oggi Ferrovie della Calabria, avvenne con molto ritardo rispetto alle richieste delle varie istanze territoriali del Taurense che, ancor prima del completamento della linea a scartamento normale, avevano richiesto in base alla legge Baccarini la costruzione di una ferrovia a scartamento ridotto per l'interno. Fu soltanto nel 1917 che la stazione venne allestita, sul lato sud-ovest del fabbricato della stazione della Tirrenica, in occasione dell'apertura del collegamento ferroviario per Palmi e Seminara della MCL (Mediterranea Calabro Lucane). Vennero costruiti successivamente anche gli impianti di officina e di deposito locomotive.
In seguito a controlli relativi alla sicurezza dell'esercizio ferroviario delle linee FC il servizio è stato sospeso dal giugno 2011.

## Caratteristiche
La stazione consta di 4 binari tronchi affiancati e interconnessi atti al servizio viaggiatori. Il fascio binari merci è poco esteso dato lo scarso volume commerciale merci, tuttavia è presente anche un binario di interscambio con la linea a scartamento normale per l'inoltro di carri merci a scartamento normale, mediante l'uso di carrelli speciali, sulla linea per Palmi. La stazione ha svolto nel passato un notevole traffico viaggiatori, anche in funzione dell'interscambio; attualmente (2011) entrambe le linee che vi hanno origine sono sospese.